# Prionyx viduatus
Prionyx viduatus är en biart som först beskrevs av Christ 1791.  Prionyx viduatus ingår i släktet Prionyx och familjen grävsteklar.

## Underarter
Arten delas in i följande underarter:
- P. v. argentatus
- P. v. pollens
- P. v. viduatus